# Stehlikiana gaudialis
Stehlikiana gaudialis är en insektsart som beskrevs av Young 1977. Stehlikiana gaudialis ingår i släktet Stehlikiana och familjen dvärgstritar. Inga underarter finns listade i Catalogue of Life.